# Roter Soldatenbund
Der Rote Soldatenbund (RSB) wurde am 15. November 1918 vom Spartakusbund im Rahmen der Novemberrevolution im deutschen Kaiserreich gegründet. In der Zeit seines Bestehens war er an verschiedenen Kämpfen beteiligt, bevor er sich im Juni 1919 formal selbst wieder auflöste. Seine Fortsetzung fand der RSB größtenteils in den Proletarischen Hundertschaften und ab 1924 im Roten Frontkämpferbund (RFB).

## Vorgeschichte
Die erste Zeit der Weimarer Republik ist von einer Vielzahl von Wehr- und Schutzgruppierungen aller politischen Richtungen, teilweise paramilitärisch organisiert, gekennzeichnet. Während die Geschichte der meisten dieser Verbände aber bereits vorher beginnt, ist eine nicht geringe Zahl aus der ebenso unklaren wie revolutionären Situation entstanden. Die vermutlich erste Formation mit militärischen Zielen und Vorgehensweisen auf Seiten der Linken war eine Gruppe im Umfeld der Berliner Obleute. Sie war nach den Januarstreiks 1918 gebildet worden, um „sich mit der systematischen Beschaffung von Waffen und der Anlage illegaler Waffenlager“ zu befassen. Sie wurde Schwarze Katzen genannt. Über Aktivitäten der Gruppe ist weiter nichts bekannt. Am 7. Oktober des gleichen Jahres beschloss die Spartakusgruppe auf ihrer Reichskonferenz zusammen mit den Bremer Linksradikalen „die Bildung illegaler Kampfgruppen und die Beschaffung von Waffen“. beziffert die Mitglieder 1918 nach unterschiedlichen Schätzungen auf mehrere Hundert bis zu mehreren Tausend. Als die Linksradikalen wurde eine dritte Gruppe der äußeren linken Szene bezeichnet. Ihr Schwergewicht lag in Bremen unter der Führung von Johann Knief und Paul Frölich (Zeitschrift Arbeiterpolitik). Sie standen besonders den russischen Bolschewisten nahe und hatten durch Karl Radek, der lange in Bremen gelebt hatte, Verbindungen zur russischen Führungsclique (Vgl. Angress, S. 35f und passim; ebenso Ruth Fischer, passim). Eine wichtige Dependance befand sich in Hamburg, geführt von Heinrich Laufenberg. Ab November 1918 nannten sich die Linksradikalen in Anlehnung an Marx’ Kommunistisches Manifest Internationale Kommunisten Deutschlands. Vorbild war die russische Rote Armee. Theoretische Grundlage bildete das im Oktober 1917 in deutscher Sprache verfasste Militärprogramm der proletarischen Revolution Lenins, das „durch die in Deutschland illegal vertriebene Jugendinternationale bekannt“ geworden ist und „entscheidend zur Neuorientierung der militärpolitischen Arbeit der Spartakusgruppe“ beitrug. Knapp einen Monat später, am 9. November 1918, hatte sich der Gedanke bei Karl Liebknecht erweitert, als er im Zuge der Ausrufung einer Sozialistischen Republik Deutschland, unterstützt von Leutnant Dorrenbach auch die Gründung einer Roten Garde anvisierte. Am darauffolgenden Tag machte die Spartakusgruppe mit einem Aktionsprogramm der Revolution in der Roten Fahne deutlich, dass sie die „Soldaten an die Revolution“ führen und „zu ihren Stützen“ machen wollte. Nachdem jedoch die Vollversammlung der Berliner Arbeiter- und Soldatenräte am gleichen Tag ihre bewaffnete Macht mehrheitlich den Mehrheitssozialdemokraten und sich am Abend auch der neue Generalquartiermeister Groener mit den Resten der alten Armee der neuen Regierung zur Verfügung stellte, wurde ein weiterer Aufruf des Vollzugsrates der Arbeiter- und Soldatenräte in Berlin vom 12. November zur Bildung einer Roten Garde am darauffolgenden Tag widerrufen.

## Novemberrevolution
Am 15. November, vier Tage nachdem sich die Linke um Rosa Luxemburg offiziell den Namen Spartakusbund gegeben hatte, gründete dessen Zentrale den Roten Soldatenbund (RSB). Die Vorsitzenden, die sich aus Mitgliedern des Spartakusbundes rekrutierten, waren Karl Grabusch, die Pioniere Willi Budich und Karl Schulz (verantwortlicher Redakteur des Bundesorgans Der Rote Soldat), sowie Christel Wurm und seit Mitte Dezember Albert Schreiner. In der 13 Personen zählenden Zentrale des Spartakusbundes war Budich, zentrale Figur bei der Gründung des RSB, für die Agitation unter den Soldaten verantwortlich. Der Rote Soldatenbund war in Bezirke und Ortsgruppen gegliedert. Schreiner gibt die Existenz der Organisation in Königsberg, Kiel, Hamburg, Bremen, Essen, Braunschweig, Berlin, Leipzig, Chemnitz, Dresden, München, Stuttgart, Ulm und Friedrichshafen als nachweisbar an. Zusätzlich sollen RSB-Leute bestanden haben in: Bamberg, Burglengenfeld, Düsseldorf, Elberfeld, Frankfurt (Oder), Freiberg (Sachsen), Gumbinnen, Guben (Niederlausitz), Halberstadt, Halle (Saale), Insterburg, Kattowitz, Luckenwalde, Mellen bei Zossen, Memel, Rastatt, Stettin, Tilsit und Zossen. In der illegalen Zeitschrift der KPD „Vom Bürgerkrieg“ (verantwortlich Ernst Schneller) wird 1924 die Mitgliederzahl des RSB auf dem Höhepunkt seiner Entwicklung mit 12.000 angegeben. Diese Angabe ist allerdings mit Vorsicht zu betrachten. Die Zentrale des RSB war in Berlin. Allerdings hatte der RSB anfänglich gar „keine feste Organisation, vielmehr ein loser Bund revolutionärer Soldaten“ gewesen sei. Auch Schreiner bezeichnet die Organisationsform als „lose“.
Die politische Zielsetzung des RSB, so ein Appell der Redaktion des Roten Soldaten vom 23. November 1918, sei, „die Soldatenbewegung in entschieden proletarisch-revolutionäre Bahnen zu lenken“. Nur „eine konsequente Politik des proletarischen Klassenkampfes“ garantiere „die Beseitigung der kapitalistischen Wirtschaftsweise, die restlose Durchführung der Vergesellschaftung aller Produktionsmittel, die sozialistische Republik und damit die wirkliche Freiheit“. Der Rote Soldat sollte dreimal wöchentlich erscheinen. Bis Ende des Jahres erschienen 14 Ausgaben, deren Zahl sich bis Mai 1919 auf 26 erhöhte. Die höchste Auflage betrug rund 15.000 Exemplare. Beim Streit um den Ersten Allgemeinen Kongress der Arbeiter- und Soldatenräte, der am 16. Dezember tagen sollte, fanden am 6. Dezember 1918 drei große Versammlungen der Frontsoldaten unter dem Thema Die Rechtlosmachung der Frontsoldaten durch den Groß-Berliner Soldatenrat statt. Referenten waren die RSB-Mitglieder Budich, Rohne und Schulz. Nach einer Demonstration, an der rund 2000 Personen teilnahmen, kam es zu bewaffneten Auseinandersetzungen zwischen den Truppen, die Ebert und Groener aufgeboten hatten und dem Vollzugsrat sowie dem Spartakusbund, an denen sich erstmals auch der RSB mit Waffen beteiligte. Bei dem Feuergefecht kamen sechzehn Demonstranten ums Leben und zwölf wurden schwer verwundet. Unter den Toten waren die RSB-Mitglieder Behrend und Jörgensen, Budich wurde schwer verletzt. Acht Tage später forderte Rosa Luxemburg anlässlich der Vorstellung des Spartakus-Programms – wohl um den eigenen Bund nicht als „Parteiarmee“ zu isolieren – u. a. auch die Aufstellung einer Arbeitermiliz. Neben den Kämpfen vom 6. Dezember waren es die sogenannten Weihnachtskämpfe, die ebenfalls für die militärische Machtstellung im Inneren richtungweisend waren. Zu den noch nicht demobilisierten Resttruppen zählte auch die ungefähr tausend Mann starke Volksmarinedivision, die in den Novembertagen nach Berlin gekommen war. Nachdem die Regierung der Volksbeauftragten angeordnet hatte, dass diese ihr Quartier im Berliner Schloss räumen und nach dem Marstallgebäude verlegen sollte, fürchteten die Matrosen um ihren Sold, den sie mit Gewalt eintreiben wollten. Die zunehmende Bedeutung des Kampfbundes zeigte sich beim Gründungsparteitag der KPD vom 30. Dezember 1918 bis zum 1. Januar 1919, als neben 83 Delegierten des Spartakusbundes 29 der IKD und einem Vertreter der Jugend auch drei aus den Reihen des Bundes anwesend waren. Auch an den Berliner Januarkämpfen nahm der RSB aktiv teil. Deren Vorsitzender Karl Grabusch gehörte zu den sieben hingerichteten Parlamentären, die die Aufgabe des Vorwärts-Gebäudes während des Januaraufstandes. Darüber hinaus beteiligte sich der RSB an den bewaffneten Auseinandersetzungen in Stuttgart., „in deren Verlauf es unter anderem auch zur Besetzung der Druckerei der größten bürgerlichen Zeitung kam“, und an dem Protest von 2000 Arbeitern in Kiel anlässlich des Marsches des Freikorps Gerstenberg gegen die Bremer Räterepublik am 5. Februar 1919.

## Verbot oder Auflösung des RSB
Obwohl der Bund nach den Januarkämpfen verboten worden sein soll, werden seinen Mitgliedern bis zur Auflösung durch die Zentrale im Mai/Juni 1919 weitere Aktivitäten nachgesagt. Am 15. Februar (einen Tag nach Hindenburgs „Aufruf gegen den Bolschewismus“) wurden 80 Mitglieder des Roten Soldatenbundes in Berlin verhaftet, und an den Märzkämpfen 1919 in Berlin war „der Rote Soldatenbund erneut in der vordersten Reihe“. In einem neuen Entwurf von Leitsätzen forderte der Bund noch am 20. Februar 1919 neben der „Beseitigung der kapitalistischen Militärorganisation“ unter anderem die „Bildung einer Roten Armee zur Sicherung und Unterstützung der proletarischen Revolution.“ Und auch an den Kämpfen der Roten Armee der Münchner Räterepublik vom 13. April bis 1. Mai 1919 war der RSB beteiligt. Im April 1919 bildete sich in Bremen ein Roter Soldatenbund, der „alle bewaffneten Arbeiter“ in sich vereinigen sollte. Militärischer Führer soll Seekamp gewesen sein, der auch im „21er-Ausschuß“ war. Verantwortlich für die Registrierung der Mitglieder war der frühere Vizefeldwebel Fritz Kassenau. Als Gründer des RSB wurde der Vizefeldwebel Otto aus Hannover angegeben. Kassierer war laut Polizeibericht „ein gewisser Cassow“ und als Bezirksleiter „ein gewisser Stein“. Die Versammlungen fanden beim Wirt Nordmann, Ecke Nord- und Hafenstraße und in einem Lokal bei der Endstation der Bremer Straßenbahn in Gröpelingen statt. Ein weiterer Führer des Bundes soll ein Vizefeldwebel Fritz Meyer gewesen sein. Auch der Sekretär oder Adjutant des früheren Stadtkommandanten, ein gewisser Walter, „soll dabei gewesen sein“.
Während in Leipzig im gleichen Monat erst zur Gründung aufgerufen wurde, bestand bereits am 4. Juni ein Plan zur Vorbereitung einer Erhebung. Dass die „Selbstauflösung“ des RSB lediglich ein formaler Akt der Berliner Zentrale war, die nach außen wirken sollte, offenbarte die weitere Entwicklung. Anfang September 1919 wurde in „allen größeren Städten“ die erneute Errichtung von „Filialen und Abzweigungen“ des aufgelösten RSB in Form des Revolutionären Matrosenbundes, festgestellt, der „aus Anhängern der früheren Volksmarinedivision und der Republikanischen Soldatenwehr bestand. Während sich die Zentrale erneut in Berlin befand, wurden weitere Ortsgruppen in Kiel, Bremen, Hamburg und Schwerin ausgemacht.“ Von den Aktivitäten in Hamburg ist eine „sehr gut besuchte“ Vollversammlung des Verbandes inaktiver Marinemannschaften am 26. des Monats im Gewerkschaftshaus dokumentiert, auf der der Polizeibericht „eine gewisse politische Trägheit“ der Mitglieder festmachte, als über den für den 15. Oktober geplanten Anschluss des Kieler Verbandes an den der Hamburger beraten wurde. Sitz der Zentrale sollte Hamburg sein. Der 1. Vorsitzende Vogler bezifferte die Zahl der Mitglieder auf 19.000. Eine letzte Meldung vom 10. November 1919 berichtet von der Kranzniederlegung des Verbandes inaktiver Marinemannschaften genannt Revolutionärer Matrosenbund auf dem Ohlsdorfer Friedhof. Der RSB nahm mehr und mehr den Charakter einer Geheimorganisation an. Teile des RSB organisierten sich in der sogenannten Kampforganisation (KO). In Zehnergruppen organisiert arbeitete sie weitgehend illegal. Allein in Berlin hatte die KO etwa 2000 bis 3000 Mitglieder (K)

## Nachfolge- und Ersatzorganisationen
Es ist vermutlich ein Resultat der noch nicht gefestigten Struktur des „Roten Soldatenbundes“, dass in den Quellen und späteren Kommentaren bzw. Analysen unterschiedliche Begriffe auftauchen. So wird bei der Münchner Räterepublik von einer „Roten Armee“ gesprochen. Ähnlich verhält es sich mit der Roten Ruhrarmee. Außerdem tauchen andere Begriffe auf. Liebknecht und andere sprechen z. B. von einer „Garde“. Bedeutender war der „Apparat“ der KPD mit seinen Unterabteilungen. Bereits Anfang 1919, also quasi mit Gründung der KPD wurde parallel zum RSB der M-Apparat aufgebaut. Ihr Leiter war ebenfalls Willi Budich. Aufgabe des M-Apparates war es einerseits zusammen mit der Partei und Resten des RSB eine umfangreiche Agitations- und Propagandatätigkeit zu entfalten und konspirativ in andere gegnerische Formationen einzudringen. Ob die Übernahme eines diesbezüglichen Modells von der Bewegung der Revolutionären Obleute in diese Zeit fiel ist nicht nachgewiesen. Diese hatten schon vor dem Ausbruch der Rätebewegung „damit begonnen, Waffen zu kaufen und geheime militärische Abteilungen zu bilden, die als Der Apparat bezeichnet“ wurden. Feststeht, dass die KPD das System, dem bereits vor 1921 ein Nachrichtenapparat (N-Apparat) für Spionage und Abwehr zugeordnet worden war, übernahm. Der Militärapparat (M-Apparat) war für die Ausbildung der Kampfgruppen bestimmt, die sich an verschiedenen Orten Deutschlands gebildet hatten, aber „ohne wirksame Koordinierung“ der Zentrale waren. Zu jenem Zeitpunkt dürfte der Apparat jedoch wegen diverser Schwierigkeiten kaum zur Arbeit gekommen sein. So gab es Differenzen, die aus den regionalen Unterschieden ebenso wie aus grundlegenden Meinungsverschiedenheiten über den Aufgabenbereich resultierten. Fühlten sich die illegalen Gruppen für das Lagern von Waffen und Munition zuständig, so versuchte die Zentrale, den Aktionismus mit theoretischen Diskussionen über Militärtheorien zu begrenzen. Außerdem wurden die Mitglieder bei Parteiveranstaltungen als Ordner eingesetzt.
Das Jahr 1919 brachte neben den genannten konkreten Ansätzen militärischer Verbände im Zusammenhang mit der erstmals auftauchenden Idee des Nationalbolschewismus theoretische Gedankenspiele. Bei dem Versuch, eine Brücke zwischen den Extremen von links und rechts zu schlagen und eine nationale Volksfront zu schaffen, waren die bürgerlich-demokratische Republik und die Ententemächte die gemeinsamen Gegner. Potentieller Verbündeter war Sowjet-Russland, das auf beiden Seiten hohe Achtung genoss. Führende Propagandisten waren die Hamburger Kommunisten Heinrich Laufenberg und Fritz Wolffheim. Ihr Ziel war es, auf freiwilliger Basis eine Rote Armee für einen „jakobinisch-revolutionären Krieg“ aufzustellen, die auch den nationalistischen Freikorps offenstehen sollte und gemeinsam mit den französischen und belgischen Arbeitern die Ketten des Versailler Vertrages sprengen sollte. Eine zweite nationalbolschewistische Agitation startete die Partei im Frühjahr/Sommer 1923. Außer einem „Arbeitsplan für die Gewinnung von Offizieren“ wurde der Rundbrief einer Gruppe kommunistischer Offiziere Deutschlands an Offiziere der Reichswehr und der Polizei verschickt. In dem achtseitigen Papier wurde u. a. behauptet, dass die KPD zu 80 % aus ehemaligen Frontsoldaten bestehe, und der zu erwartende nationale Befreiungskampf wurde als ein umfassender Guerillakrieg definiert, als dessen Folge die proletarische Revolution ausbrechen würde. Als Argumentationshilfe für die Offiziere behauptete der Rundbrief, nach Oswald Spengler, „Preußentum“ sei „Sozialismus“ und das Rätesystem eine „preußische Idee, die auf den Begriffen der Elite, Verantwortung und Kollegialität“ beruhe.

## Konsolidierung der Weimarer Republik
Linke militärische Formationen traten erst nach dem Kapp-Putsch wieder auffällig in Erscheinung. Am nachhaltigsten war die Bildung der Roten Ruhrarmee, in der die KPD allerdings nur eine Außenseiterrolle spielte. Hauptsächlich waren an der „sehr rasch“ vonstatten gegangenen Aufstellung dieser Truppenverbände unorganisierte Anarchosyndikalisten oder Mitglieder der KAPD, USPD und sogar SPD beteiligt. Wie andere Aufstandsversuche in Teilen Mitteldeutschlands wurde auch der „Aufruhr an der Ruhr“ in der ersten Aprilwoche 1920 niedergeschlagen. Im Juli/August 1920 war auf dem II. Weltkongress der KI in Petrograd und Moskau die Bildung illegaler Organisationen zur Durchführung systematischer Untergrundtätigkeit grundsätzlich beschlossen worden. Polizeiaktionen vom 19. Januar und 3. Februar 1921 brachten Material über das Bestehen einer Roten Armee, den Schmuggel von Waffen und Explosivstoffen sowie eine Finanzierung illegaler kommunistischer Tätigkeiten in Deutschland und anderen Teilen Europas durch die Sowjetmission zutage. Bei weiteren Polizeiaktionen im Verlauf des Monats Februar fand man „Sprengstoff, Waffen und andere militärische Ausrüstungsgegenstände“. Als der Ruhraufstand im März 1920 ausbrach, trat jedoch nirgendwo in Deutschland eine Rote Armee in Erscheinung. Nach der Besetzung des Ruhrgebiets durch französische Truppen am 7. des Monats bildete ein versuchter Anschlag auf die Berliner Siegessäule am 13. März das Argument für die Regierung, Teile Mitteldeutschlands zu besetzen.
Obwohl das KPD-Zentralorgan Die Rote Fahne die Arbeiter wiederholt aufforderte, sich zu bewaffnen, waren die Erfolge der Partei relativ gering. Während der folgenden Kämpfe entwickelte Hugo Eberlein, neuer Leiter des M-Apparates, ein ebenso obskures wie erfolgloses Aufstandsszenario. Erfolgreich war lediglich Max Hoelz mit den Waffen aus Depots, die dort nach dem Kapp-Putsch und den darauffolgenden Unruhen versteckt worden waren. Die bewaffneten Einheiten zogen, scheiterten nach zehn Tagen nicht zuletzt an der mangelnden Zusammenarbeit der unterschiedlichen linken Gruppen.
Auch bei den Kämpfen am 23. und 24. März in Hamburg war keine geordnete militärische Aktion erkennbar. Lediglich der Einsatz von Arbeitslosen als Stoßtrupps der KPD war während der ganzen Märzbewegung gängige Praxis. Während am 29. März die meisten Werften wieder voll zu arbeiten begannen, eroberte die Sicherheitspolizei, von einem Artilleriebataillon der Reichswehr unterstützt, die Leunawerke im Sturm. Die Zahlen der am Aufstand Beteiligten schwanken zwischen 200.000 und einer Million. Die Folge des März-Aufstandes war neben einer drastischen Reduzierung der Mitgliedschaft der KPD und einer Welle von Verurteilungen vor den am 29. März eingesetzten Sondergerichten eine erste Säuberung innerhalb der Führung der KPD.